# ایمانوئل آریاس
ایمانوئل آریاس (اسپانیایی: Imanol Arias‎؛ زادهٔ ۲۶ آوریل ۱۹۵۶) کارگردان و بازیگر اهل اسپانیا است. وی نخستین نقش حرفه‌ای خود را در سال ۱۹۷۶ ایفا نمود.
از فیلم‌ها یا مجموعه‌های تلویزیونی که وی در آن‌ها نقش داشته است، می‌توان به بگو چطور شد، لوته: جانت را نجات بده، همه مردها مثل هم هستند، زمان جاسوسی، «آتش ابدی»، «عصر سکوت»، «پرندگان کاغذی» و «نخستین ازدواج من» اشاره نمود.